# Tuponia lucida
Tuponia lucida är en insektsart som beskrevs av Van Duzee 1918. Tuponia lucida ingår i släktet Tuponia och familjen ängsskinnbaggar. Inga underarter finns listade i Catalogue of Life.